# Yoo Young-kuk

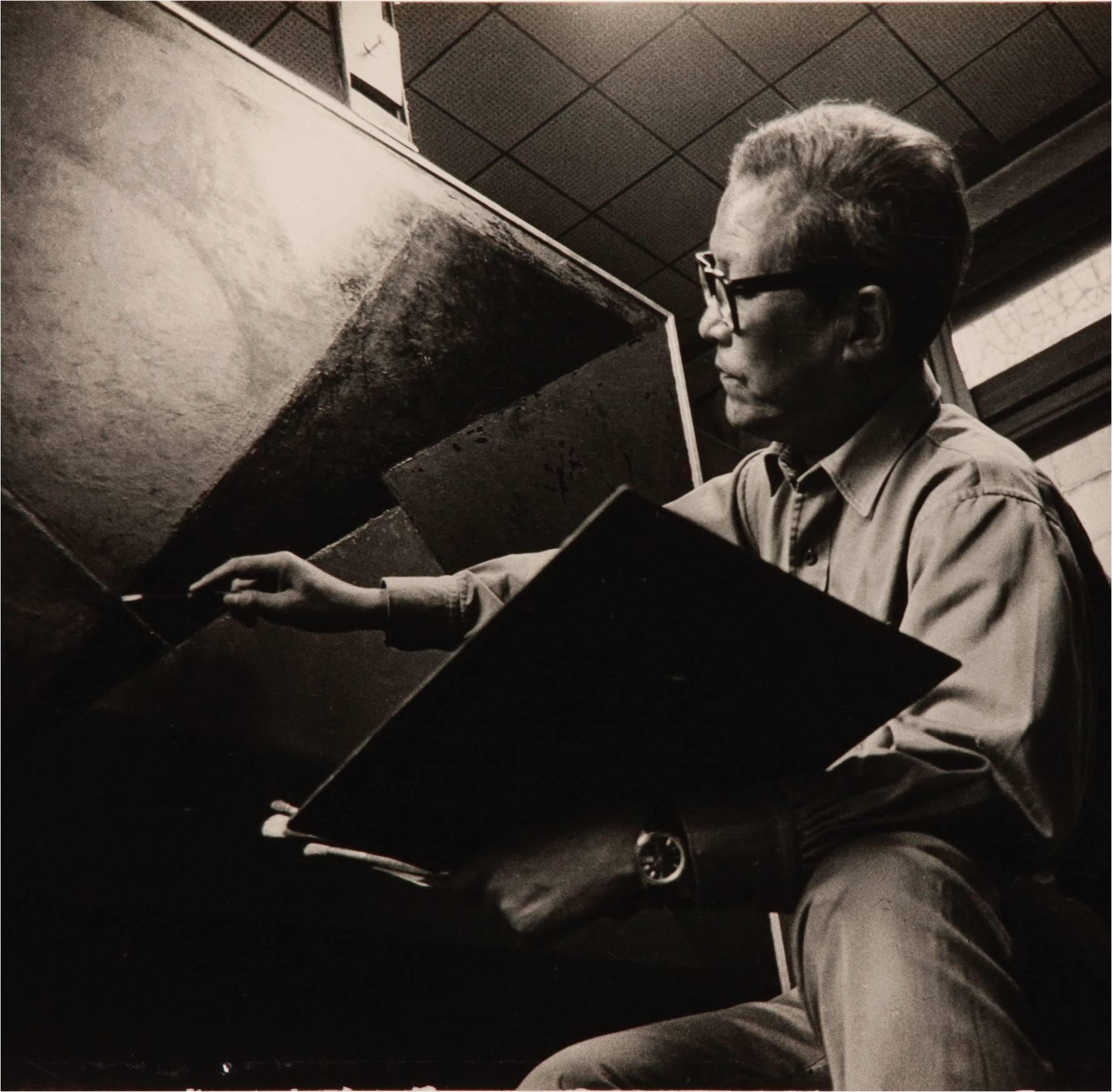
Yoo Young-kuk ca. 1968

Yoo Young-kuk (koreanisch 유영국) (* 7. April 1916 im Landkreis Uljin, der Provinz Gyeongsangbuk-do, Südkorea; † 11. November 2002 in Uljin-gun) war ein südkoreanischer Maler der abstrakten Kunstrichtung.

## Leben
Yoo Young-kuk wurde am 7. April 1916 als dritter Sohn eines wohlhabenden Landbesitzers im Landkreis Uljin, das seinerzeit noch zur Provinz Gangwon-do zählte, geboren. Er besuchte eine angesehene höhere Schule in Seoul, verließ diese aber ein Jahr vor seinem Abschluss. 1935  ging er nach Tokio, um Kunst an der Bunka Gakuen University (文化学園大学) zu studieren. Von Beginn an widmete er sich der abstrakten Kunst. Während seiner Zeit in Japan, besuchte er auch die Oriental Photography School und reichte seine avantgardistische Fotos für Ausstellungen ein.
Während des Pazifikkriegs kehrte Yoo 1943 wieder zurück in seine Heimatstadt und arbeitete zunächst als Fischer und hielt sich und seine Familie während des Koreakrieges mit dem Betrieb einer Brennerei und dem Verkauf von Spirituosen am Leben. 1946 nahm er die Malerei wieder auf, zog sich jedoch 1964 für seine Kunst aus der Öffentlichkeit zurück. Ab seinem 60. Lebensjahr verschlechterte sich sein Gesundheitszustand und im Jahr 1977 wurde er mit einem Herzschrittmacher versorgt. Nach acht Hirnblutungen und 37 Krankenhausaufenthalten verstarb Yoo im Jahr 2002 im Alter von 86 Jahren, der Öffentlichkeit rund 400 Ölgemälde hinterlassend.

## Wirken als Künstler
Schon während seiner Zeit in Tokio war Yoo in der avantgardistische Kunstszene aktiv, verkehrte mit dem seinerzeit bekannten japanischen Maler und Vertreter der abstrakten Kunst, Saburō Hasegawa, erhielt 1938 den 1. Preis der zweiten Ausstellung der Association of Free Artists und wurde Mitglied der Organisation, zu der auch der Maler Lee Jung-seob gehörte.
In den schweren Jahren in Korea legte er zunächst den Pinsel beiseite und sorgte für die Familie. Nun 40-jährig, entschied er sich wieder intensiv mit der Kunst zu beschäftigen und fing an, zahlreiche avantgardistische Gruppen der koreanischen Kunstszene zu leiten, wie 1948 die des Neuen Realismus, 1957 die der Modern Art Vereinigung, 1958 die der zeitgenössische Kunst Ausstellung oder auch die Gruppen der Zeitgenössischen Künstler und die Neuen Figuren im Jahr 1962.
Die April-Revolution gab der Kunstszene und seinem Schaffen neue Inspiration und Auftrieb. Seiner Führungsrolle gerecht, übernahm Yoo auch die Präsidentschaft in der Contemporary Artists Association, die in den 1960er Jahren sehr bekannt war. 1964 beendete er plötzlich die Zusammenarbeit mit der Vereinigung und anderen Künstlergruppen und zeigte danach 15 neue seiner Werke in einer ersten Soloausstellung im Korea Press Center in Seoul. Mit dem Ende der Zusammenarbeit zog sich Yoo in die Abgeschiedenheit zurück und widmete sich von da an in asketischer Weise seiner Malerei. Yoo sagte von sich selbst, dass er bis zu seinem Alter von 60 Jahren nur die Grundlagen der Malerei studiert habe, um danach mit einer sanfteren Herangehensweise zur Natur zurückzukehren.
Seit 1964 waren seine Werke in 20 verschiedenen Ausstellungen zu besichtigen, 14 davon waren seine Solo-Ausstellungen.

## Werke
Yoos rund 400 Werke haben allesamt Natur und Landschaft als Thema. Viele seiner Arbeiten, vor allem diejenigen mit Bergen und Wäldern, haben etwas mit seinen Erinnerungen und Erfahrungen aus der Region der Eungbongsan-Berge aus seinen Kindheitstagen zu tun. Seine Bilder basieren auf seinem Ideal, einen harmonischen Einklang von Leben, Kunst und Natur zu erreichen, weshalb die Harmonie der Farben für ihn eine untergeordnete Rolle gespielt hat.

## Retrospektive zum 100. Geburtstag
Zum 100. Jahrestag seines Geburtstages würdigte das National Museum of Modern and Contemporary Art in Deoksugung in Seoul Yoos künstlerisches Wirken mit einer Retrospektive. Die Ausstellung wurde am 4. November 2016 eröffnet und dauerte bis zum 1. März 2017.